# Оучо
О́учо (англ. Outjo) — город в северной части Намибии, входит в состав области Кунене. Административный центр одноимённого округа.

## История
Город был основан в 1897 году германскими колониальными властями как военная база.

## Географическое положение
Город находится в юго-восточной части области, к югу от национального парка Этоша, на расстоянии приблизительно 280 километров к северо-северо-западу (NNW) от столицы страны Виндхука. Абсолютная высота — 1216 метров над уровнем моря.

## Климат
| Показатель                    | Янв. | Фев.  | Март | Апр. | Май  | Июнь | Июль | Авг. | Сен. | Окт. | Нояб. | Дек. | Год   |
| ----------------------------- | ---- | ----- | ---- | ---- | ---- | ---- | ---- | ---- | ---- | ---- | ----- | ---- | ----- |
| Средний суточный максимум, °C | 32,5 | 30,5  | 30,1 | 29,1 | 27,1 | 25,9 | 24,3 | 28,0 | 31,2 | 33,0 | 33,0  | 33,3 | 29,9  |
| Средняя температура, °C       | 24,8 | 23,5  | 23,3 | 21,4 | 18,1 | 16,4 | 15,2 | 17,8 | 20,6 | 23,5 | 24,5  | 24,8 | 21,2  |
| Средний суточный минимум, °C  | 17,1 | 16,6  | 16,5 | 13,7 | 9,0  | 6,9  | 6,2  | 7,5  | 10,0 | 14,0 | 16,0  | 16,4 | 12,5  |
| Норма осадков, мм             | 77,4 | 111,7 | 99,6 | 34,8 | 7,1  | 0,5  | 0,2  | 1,6  | 2,7  | 11,9 | 41,4  | 51,7 | 440,6 |
| Источник: ,                   |      |       |      |      |      |      |      |      |      |      |       |      |       |

## Население
По данным официальной переписи 2001 года численность населения составляла 6013 человек.
Динамика численности населения города по годам:
| 1991 | 2001 | 2013 |
| ---- | ---- | ---- |
| 4535 | 6013 | 7603 |

## Транспорт
В окрестностях города расположен небольшой одноимённый аэропорт (ICAO: FYOJ). Также Оучо является конечной станцией ныне не использующейся железнодорожной ветки Оучо-Очиваронго.